# Élections législatives de 2002 dans l'Eure
Les élections législatives françaises de 2002 se déroulent les 9 et 16 juin 2002. Dans le département de l'Eure, cinq députés sont à élire dans le cadre de cinq circonscriptions.

## Élus
| Circonscription | Député sortant   | Parti | Parti | Député élu ou réélu | Parti | Parti |
| --------------- | ---------------- | ----- | ----- | ------------------- | ----- | ----- |
| 1re             | Jean-Louis Debré |       | RPR   | Jean-Louis Debré    |       | UMP   |
| 2e              | Alfred Recours   |       | PS    | Jean-Pierre Nicolas |       | UMP   |
| 3e              | Hervé Morin      |       | UDF   | Hervé Morin         |       | UDF   |
| 4e              | François Loncle  |       | PS    | François Loncle     |       | PS    |
| 5e              | Catherine Picard |       | PS    | Franck Gilard       |       | UMP   |

## Résultats

### Résultats à l'échelle du département
| Parti                                    | Parti                               | Premier tour | Premier tour | Second tour | Second tour | Sièges |
| Parti                                    | Parti                               | Voix         | %            | Voix        | %           | Sièges |
| ---------------------------------------- | ----------------------------------- | ------------ | ------------ | ----------- | ----------- | ------ |
|                                          | Union pour un mouvement populaire   | 66 471       | 27,99        | 92 858      | 42,22       | 3      |
|                                          | Union pour la démocratie française  | 21 970       | 9,25         | 27 689      | 12,59       | 1      |
|                                          | Divers droite                       | 7 158        | 3,01         |             |             | 0      |
|                                          | Mouvement pour la France            | 873          | 0,37         | 0           |             |        |
|                                          | Majorité présidentielle             | 96 472       | 40,62        | 120 547     | 54,81       | 4      |
|                                          |                                     |              |              |             |             |        |
|                                          | Parti socialiste                    | 60 179       | 25,34        | 82 567      | 37,54       | 1      |
|                                          | Parti radical de gauche             | 10 221       | 4,30         | 16 833      | 7,65        | 0      |
|                                          | Parti communiste français           | 7 696        | 3,24         |             |             | 0      |
|                                          | Les Verts                           | 4 980        | 2,10         | 0           |             |        |
|                                          | Pôle républicain dont Divers gauche | 3 160        | 1,33         | 0           |             |        |
|                                          | Gauche parlementaire                | 86 236       | 36,31        | 99 400      | 45,19       | 1      |
|                                          |                                     |              |              |             |             |        |
|                                          | Front national                      | 34 860       | 14,68        |             |             | 0      |
|                                          | Extrême gauche dont LCR, LO et PT   | 7 823        | 3,29         | 0           |             |        |
|                                          | Divers                              | 4 277        | 1,80         | 0           |             |        |
|                                          | Chasse, pêche, nature et traditions | 4 184        | 1,76         | 0           |             |        |
|                                          | Mouvement national républicain      | 2 715        | 1,14         | 0           |             |        |
|                                          | Divers écologiste dont MHAN         | 910          | 0,38         | 0           |             |        |
|                                          |                                     |              |              |             |             |        |
| Inscrits                                 | Inscrits                            | 378 796      | 100,00       | 378 984     | 100,00      | 5      |
| Abstentions                              | Abstentions                         | 136 119      | 35,93        | 150 133     | 39,61       |        |
| Votants                                  | Votants                             | 242 677      | 64,07        | 228 851     | 60,39       |        |
| Blancs et nuls                           | Blancs et nuls                      | 5 200        | 2,14         | 8 904       | 3,89        |        |
| Exprimés                                 | Exprimés                            | 237 477      | 97,86        | 219 947     | 96,11       |        |
| Source : Ministère de l'Intérieur - Eure |                                     |              |              |             |             |        |

### Résultats par circonscription

#### Première circonscription (Évreux-Sud)
| Candidat       | Candidat                       | Parti            | Premier tour | Premier tour | Second tour | Second tour |  |
| Candidat       | Candidat                       | Parti            | Voix         | %            | Voix        | %           |  |
| -------------- | ------------------------------ | ---------------- | ------------ | ------------ | ----------- | ----------- |  |
|                | Jean-Louis Debré sortant réélu | UMP              | 22 564       | 46,33        | 27 152      | 61,73       |  |
|                | Anne Mansouret                 | PRG (PS)         | 10 221       | 20,99        | 16 833      | 38,27       |  |
|                | Jean-Claude Pélissier          | FN               | 7 200        | 14,78        |             |             |  |
|                | Andrée Oger                    | PCF              | 3 526        | 7,24         |             |             |  |
|                | Jean-Yves Guyomarch            | Les Verts        | 1 255        | 2,58         |             |             |  |
|                | Anne-Marie Le Thiec            | LCR              | 806          | 1,65         |             |             |  |
|                | Delphine Barre                 | CPNT             | 669          | 1,37         |             |             |  |
|                | Corinne Roethlisberger         | LO               | 540          | 1,11         |             |             |  |
|                | Sonia Pizel                    | Divers           | 503          | 1,03         |             |             |  |
|                | Thérèse Salviat                | Pôle républicain | 480          | 0,99         |             |             |  |
|                | Jacques Quirins                | MNR              | 426          | 0,87         |             |             |  |
|                | Nicolas Miguet                 | RCF              | 369          | 0,76         |             |             |  |
|                | Michel Bilbault                | ND               | 145          | 0,3          |             |             |  |
|                |                                |                  |              |              |             |             |  |
| Inscrits       | Inscrits                       | Inscrits         | 78 277       | 100,00       | 78 271      | 100,00      |  |
| Abstentions    | Abstentions                    | Abstentions      | 28 744       | 36,72        | 32 501      | 41,52       |  |
| Votants        | Votants                        | Votants          | 49 533       | 63,28        | 45 770      | 58,48       |  |
| Blancs et nuls | Blancs et nuls                 | Blancs et nuls   | 829          | 1,67         | 1 785       | 3,9         |  |
| Exprimés       | Exprimés                       | Exprimés         | 48 704       | 98,33        | 43 985      | 96,1        |  |

#### Deuxième circonscription (Évreux-Nord)
| Candidat       | Candidat                | Parti            | Premier tour | Premier tour | Second tour | Second tour |  |
| Candidat       | Candidat                | Parti            | Voix         | %            | Voix        | %           |  |
| -------------- | ----------------------- | ---------------- | ------------ | ------------ | ----------- | ----------- |  |
|                | Jean-Pierre Nicolas élu | UMP              | 16 440       | 37,21        | 21 306      | 50,76       |  |
|                | Alfred Recours sortant  | PS               | 14 231       | 32,21        | 20 666      | 49,24       |  |
|                | Madeleine Masne         | FN               | 5 270        | 11,93        |             |             |  |
|                | Michel Leblanc          | PCF              | 1 486        | 3,36         |             |             |  |
|                | Jean-Marc Férey         | Les Verts        | 1 306        | 2,96         |             |             |  |
|                | Yves Dupont             | MNR              | 1 032        | 2,34         |             |             |  |
|                | Joël Olivier            | CPNT             | 870          | 1,97         |             |             |  |
|                | Sophie Ozanne           | LCR              | 839          | 1,9          |             |             |  |
|                | Yvon Le Lepvrier        | Pôle républicain | 652          | 1,48         |             |             |  |
|                | Eric Calliat            | Divers           | 567          | 1,28         |             |             |  |
|                | Rosine Lewi             | LO               | 554          | 1,25         |             |             |  |
|                | Claude Lapeyre          | Divers droite    | 313          | 0,71         |             |             |  |
|                | Chantal Lebon           | RCF              | 255          | 0,58         |             |             |  |
|                | François Vazard         | PT               | 239          | 0,54         |             |             |  |
|                | Jean-Francois Bénard    | Divers           | 122          | 0,28         |             |             |  |
|                |                         |                  |              |              |             |             |  |
| Inscrits       | Inscrits                | Inscrits         | 70 251       | 100,00       | 70 468      | 100,00      |  |
| Abstentions    | Abstentions             | Abstentions      | 24 883       | 35,42        | 26 749      | 37,96       |  |
| Votants        | Votants                 | Votants          | 45 368       | 64,58        | 43 719      | 62,04       |  |
| Blancs et nuls | Blancs et nuls          | Blancs et nuls   | 1 192        | 2,63         | 1 747       | 4           |  |
| Exprimés       | Exprimés                | Exprimés         | 44 176       | 97,37        | 41 972      | 96          |  |

#### Troisième circonscription (Bernay - Pont-Audemer)
| Candidat       | Candidat                  | Parti             | Premier tour | Premier tour | Second tour | Second tour |  |
| Candidat       | Candidat                  | Parti             | Voix         | %            | Voix        | %           |  |
| -------------- | ------------------------- | ----------------- | ------------ | ------------ | ----------- | ----------- |  |
|                | Hervé Morin sortant réélu | UDF               | 21 970       | 45,88        | 27 689      | 61,85       |  |
|                | Jean-Louis Destans        | PS                | 13 602       | 28,41        | 17 081      | 38,15       |  |
|                | Marc Le Tanneur           | FN                | 5 463        | 11,41        |             |             |  |
|                | Marie-Ange Niel           | CPNT              | 1 194        | 2,49         |             |             |  |
|                | Pénélope Bouquet          | PCF               | 1 034        | 2,16         |             |             |  |
|                | Edith Buffet              | Les Verts         | 907          | 1,89         |             |             |  |
|                | Josette Buisson           | Divers            | 797          | 1,66         |             |             |  |
|                | Thierry Martin            | LCR               | 779          | 1,63         |             |             |  |
|                | Claudette Balleydier      | LO                | 437          | 0,91         |             |             |  |
|                | Françoise Dru             | Divers droite     | 375          | 0,78         |             |             |  |
|                | Marc Dieuleveut           | Pôle républicain  | 334          | 0,7          |             |             |  |
|                | Marie-Thérèse Contentin   | Divers écologiste | 250          | 0,52         |             |             |  |
|                | Ghislaine Giangrande      | MNR               | 227          | 0,47         |             |             |  |
|                | Cécile Garnier            | MPF               | 186          | 0,39         |             |             |  |
|                | Catherine Flandre         | RCF               | 178          | 0,37         |             |             |  |
|                | Jean Dupuis               | Divers            | 152          | 0,32         |             |             |  |
|                |                           |                   |              |              |             |             |  |
| Inscrits       | Inscrits                  | Inscrits          | 73 323       | 100,00       | 73 318      | 100,00      |  |
| Abstentions    | Abstentions               | Abstentions       | 24 551       | 33,48        | 27 110      | 36,98       |  |
| Votants        | Votants                   | Votants           | 48 772       | 66,52        | 46 208      | 63,02       |  |
| Blancs et nuls | Blancs et nuls            | Blancs et nuls    | 887          | 1,82         | 1 438       | 3,11        |  |
| Exprimés       | Exprimés                  | Exprimés          | 47 885       | 98,18        | 44 770      | 96,89       |  |

#### Quatrième circonscription (Louviers)
| Candidat       | Candidat                      | Parti            | Premier tour | Premier tour | Second tour | Second tour |  |
| Candidat       | Candidat                      | Parti            | Voix         | %            | Voix        | %           |  |
| -------------- | ----------------------------- | ---------------- | ------------ | ------------ | ----------- | ----------- |  |
|                | François Loncle sortant réélu | PS               | 16 017       | 33,80        | 23 250      | 53,62       |  |
|                | Eric Réboli                   | UMP              | 9 913        | 20,92        | 20 109      | 46,38       |  |
|                | Claudette Hénique             | FN               | 7 509        | 15,84        |             |             |  |
|                | Guy Auzoux                    | Divers droite    | 4 771        | 10,07        |             |             |  |
|                | Bernard Frau                  | RPF              | 1 699        | 3,59         |             |             |  |
|                | Frédéric Cozette              | PCF              | 1 650        | 3,48         |             |             |  |
|                | Véronique Jullien             | Les Verts        | 1 512        | 3,19         |             |             |  |
|                | Gérard Prévost                | LCR              | 1 201        | 2,53         |             |             |  |
|                | Philippe Pichon               | LO               | 753          | 1,59         |             |             |  |
|                | Odile Cerisier                | CPNT             | 706          | 1,49         |             |             |  |
|                | Carole Fabris-Féral           | Pôle républicain | 690          | 1,46         |             |             |  |
|                | William Thiery                | MNR              | 604          | 1,27         |             |             |  |
|                | Claude Boulet                 | RCF              | 340          | 0,72         |             |             |  |
|                | William Prud'homme            | Divers           | 26           | 0,05         |             |             |  |
|                | Yves Roucaute                 | Divers           | 0            | 0            |             |             |  |
|                |                               |                  |              |              |             |             |  |
| Inscrits       | Inscrits                      | Inscrits         | 77 245       | 100,00       | 77 234      | 100,00      |  |
| Abstentions    | Abstentions                   | Abstentions      | 28 717       | 37,18        | 31 853      | 41,24       |  |
| Votants        | Votants                       | Votants          | 48 528       | 62,82        | 45 381      | 58,76       |  |
| Blancs et nuls | Blancs et nuls                | Blancs et nuls   | 1 137        | 2,34         | 2 022       | 4,46        |  |
| Exprimés       | Exprimés                      | Exprimés         | 47 391       | 97,66        | 43 359      | 95,54       |  |

#### Cinquième circonscription (Les Andelys - Vernon)
| Candidat       | Candidat                  | Parti            | Premier tour | Premier tour | Second tour | Second tour |  |
| Candidat       | Candidat                  | Parti            | Voix         | %            | Voix        | %           |  |
| -------------- | ------------------------- | ---------------- | ------------ | ------------ | ----------- | ----------- |  |
|                | Franck Gilard élu         | UMP              | 17 554       | 35,59        | 24 291      | 52,97       |  |
|                | Catherine Picard sortante | PS               | 16 329       | 33,11        | 21 570      | 47,03       |  |
|                | Bernard Touchagues        | FN               | 9 418        | 19,1         |             |             |  |
|                | Pierre Vandevoorde        | LCR              | 953          | 1,93         |             |             |  |
|                | Daniel Langlois           | CPNT             | 745          | 1,51         |             |             |  |
|                | Patrice Parent            | LO               | 722          | 1,46         |             |             |  |
|                | Catherine Gibert          | MPF              | 687          | 1,39         |             |             |  |
|                | Joëlle Fontaine           | MHAN             | 660          | 1,34         |             |             |  |
|                | Frédéric Bargain          | Pôle républicain | 525          | 1,06         |             |             |  |
|                | Guillaume Pasquier        | ÉD               | 492          | 1            |             |             |  |
|                | Annette Zonca             | Divers gauche    | 479          | 0,97         |             |             |  |
|                | Françoise Frichot         | MNR              | 426          | 0,86         |             |             |  |
|                | Philippe Guitton          | RCF              | 331          | 0,67         |             |             |  |
|                |                           |                  |              |              |             |             |  |
| Inscrits       | Inscrits                  | Inscrits         | 79 700       | 100,00       | 79 693      | 100,00      |  |
| Abstentions    | Abstentions               | Abstentions      | 29 224       | 36,67        | 31 920      | 40,05       |  |
| Votants        | Votants                   | Votants          | 50 476       | 63,33        | 47 773      | 59,95       |  |
| Blancs et nuls | Blancs et nuls            | Blancs et nuls   | 1 155        | 2,29         | 1 912       | 4           |  |
| Exprimés       | Exprimés                  | Exprimés         | 49 321       | 97,71        | 45 861      | 96          |  |